# Неоны
Неоны (лат. Paracheirodon) — род мелких тропических пресноводных лучепёрых рыб из семейства харациновых отряда харацинообразных.
Одни из самых распространённых в искусственных условиях содержания тетр.
Название получили за яркие отсвечивающие неоновым светом полосы красного и голубого цвета. Длина тела 2,0—2,5 см. Обитают в водоёмах Южной Америки: в бассейнах рек Ориноко и Риу-Негру. Населяют заросшие водяной растительностью стоячие мелководья. Пелагические немигрирующие рыбы. Обитают в воде с температурой +20…+27 °C и pH = 4,0—7,0. Питаются мелкими червями, ракообразными, насекомыми, водяной растительностью.
Одни из самых популярных и красивых аквариумных рыб. В аквариумах их содержат стайками от 5 особей.

## Виды
В роде неонов 3 вида:
- Красный неон (Paracheirodon axelrodi)
- Голубой неон (Paracheirodon innesi)
- Ложный красный неон (Paracheirodon simulans)

## Фото

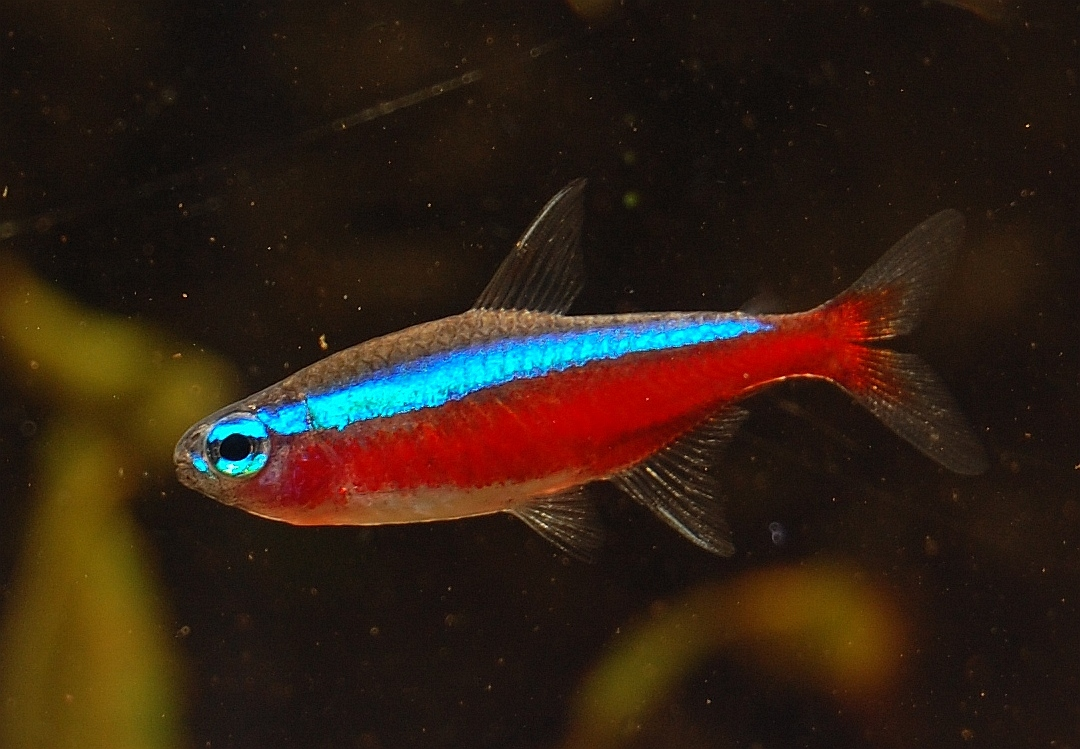
Красный неон
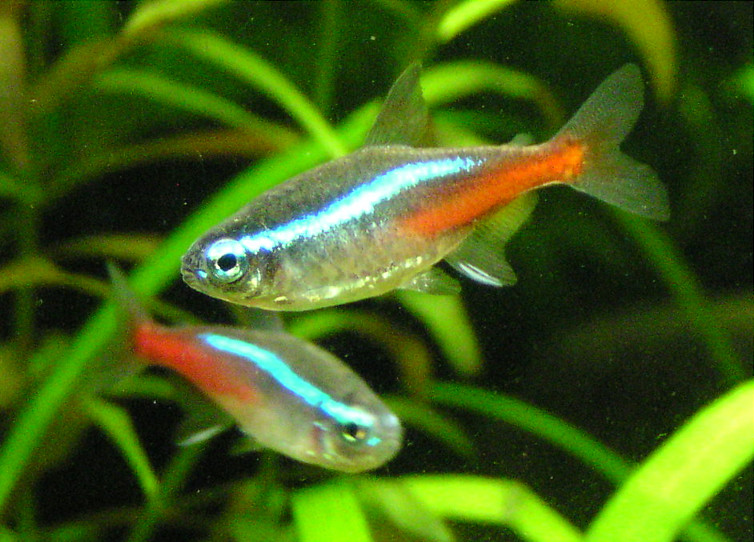
Обыкновенные (голубые) неоны
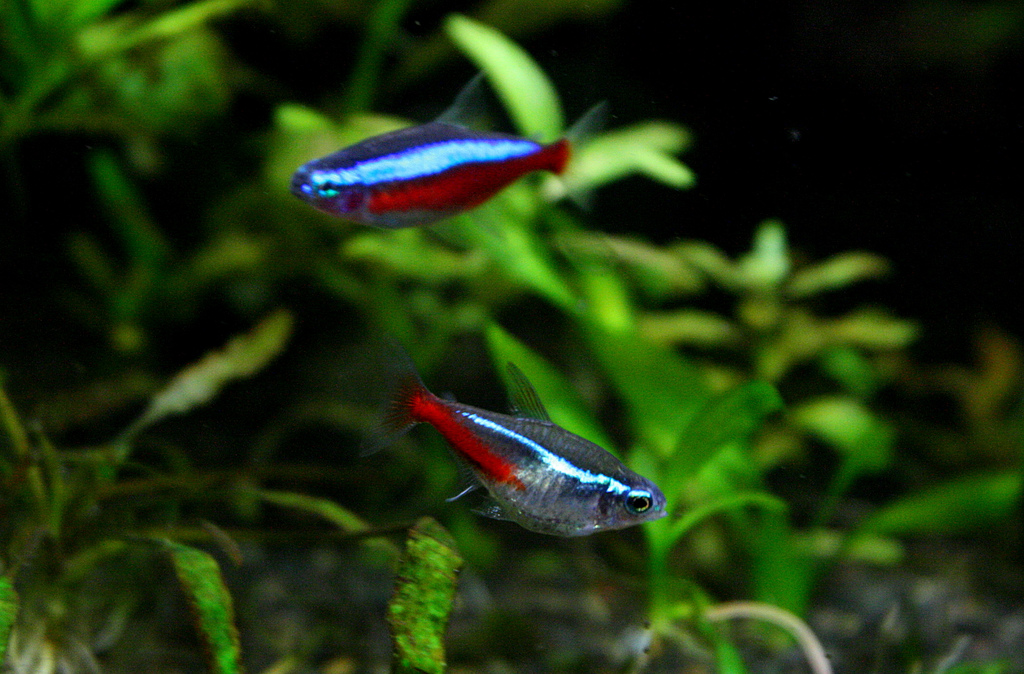
Красный неон (вверху) и голубой неон (внизу)
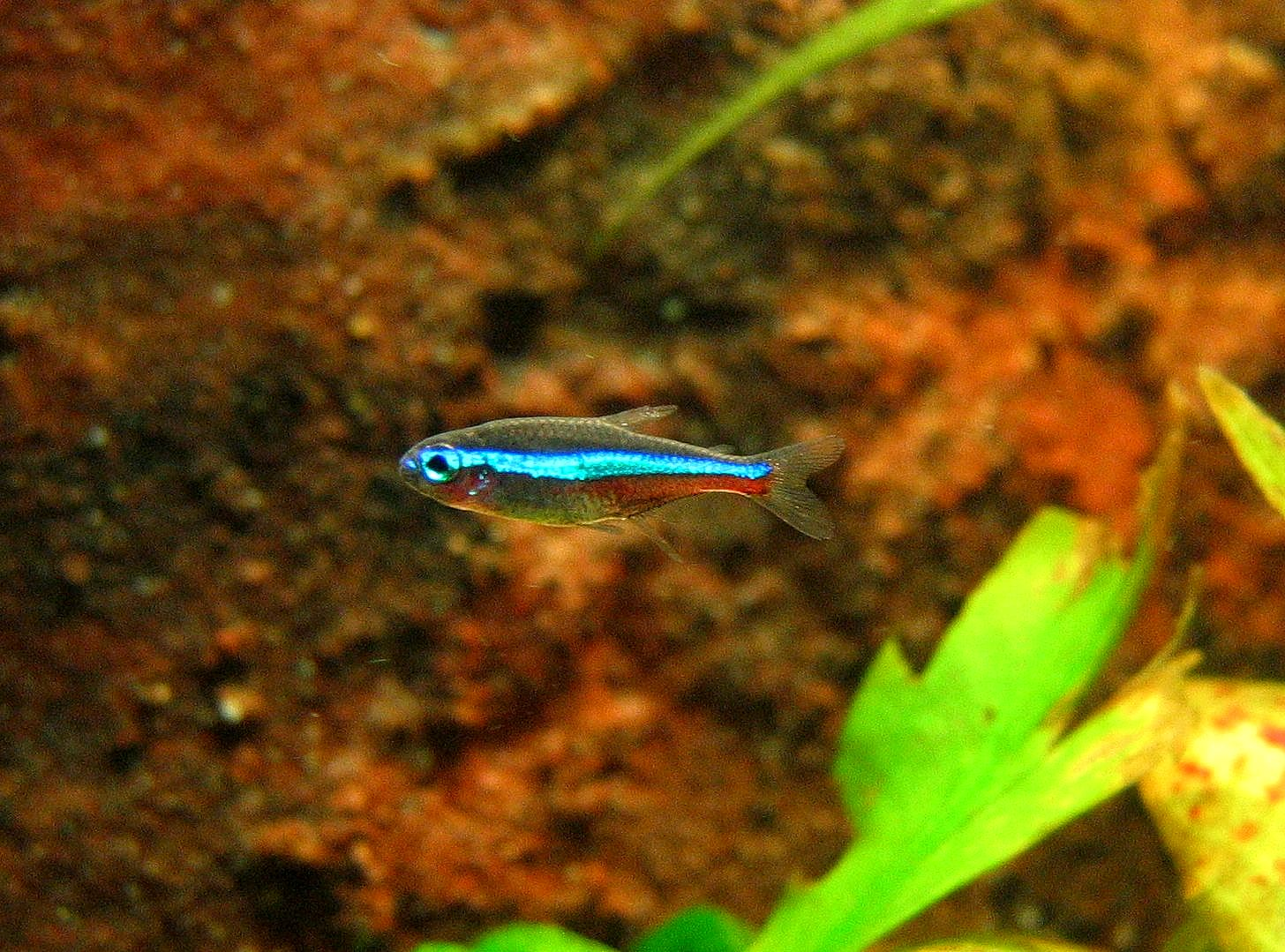
Ложный красный неон